# 燕颇
燕颇，10世纪反辽起事军首领，渤海人，燕氏。
渤海国灭亡后，燕颇在辽朝担任为黄龙府（治今吉林省农安县）卫将。辽景宗保宁七年（975年）七月，率部族举兵杀黄龙府都监张琚，据地起事。被辽朝北院大王耶律曷里必军攻，突围出黄龙府。九月，为辽朝敞史耶律曷里必击败于治河，奔乌舍国（兀惹城，故址一说即今黑龙江省东宁县大城子古城，一说在通河县治附近），辽军退还。辽朝废黄龙府，将掠获的千余户渤海起事者南迁，置通州（治今吉林省四平市西一面城）。辽圣宗统和十三年（995年）秋，与兀惹首领乌昭度等率兵攻附辽之铁骊部（铁利部），铁骊人告急于辽。辽朝奚王和朔奴征讨。退保兀惹城，率众死守，使辽军围城，久攻不下，和朔奴等因故被削官。此后，史书失载。